# Децим Лелій Бальб
Децим Лелій Бальб (лат. Decimus Laelius Balbus; ? — після 6 року до н. е.) — політичний і державний діяч ранньої Римської імперії.

## Життєпис
Походив з роду нобілів Леліїв. Син Децима (за іншими відомостями Луція) Лелія Бальба. Про його молоді роки збереглося мало відомостей. Не відрізнявся якоюсь політичною ініціативою.
У 17 році до н. е. був членом колегії квіндецемвірів, які організовували Секулярні ігри у Римі. У 6 році до н. е. його обрано консулом разом з Гаєм Антістієм Ветом. З того часу про подальшу долю Децима Лелія Бальба згадок немає.

## Родина
- Децим Лелій Бальб — консул-суффект 46 року.